# Сеянец
Сеянец — молодое растение, выращенное из проростка семени, обычно в условиях питомника, для сельскохозяйственных нужд, с целью получения саженцев. Сеянцы широко используются в садоводстве для разведения плодовых и декоративных культур или в лесоводстве с целью возобновления лесов. 
В зависимости от количества вегетативных сезонов сеянцы могут быть 1—2 или 3-летними.
Сеянцы отличаются холодоустойчивостью, имеют хороший иммунитет к заболеваниям.

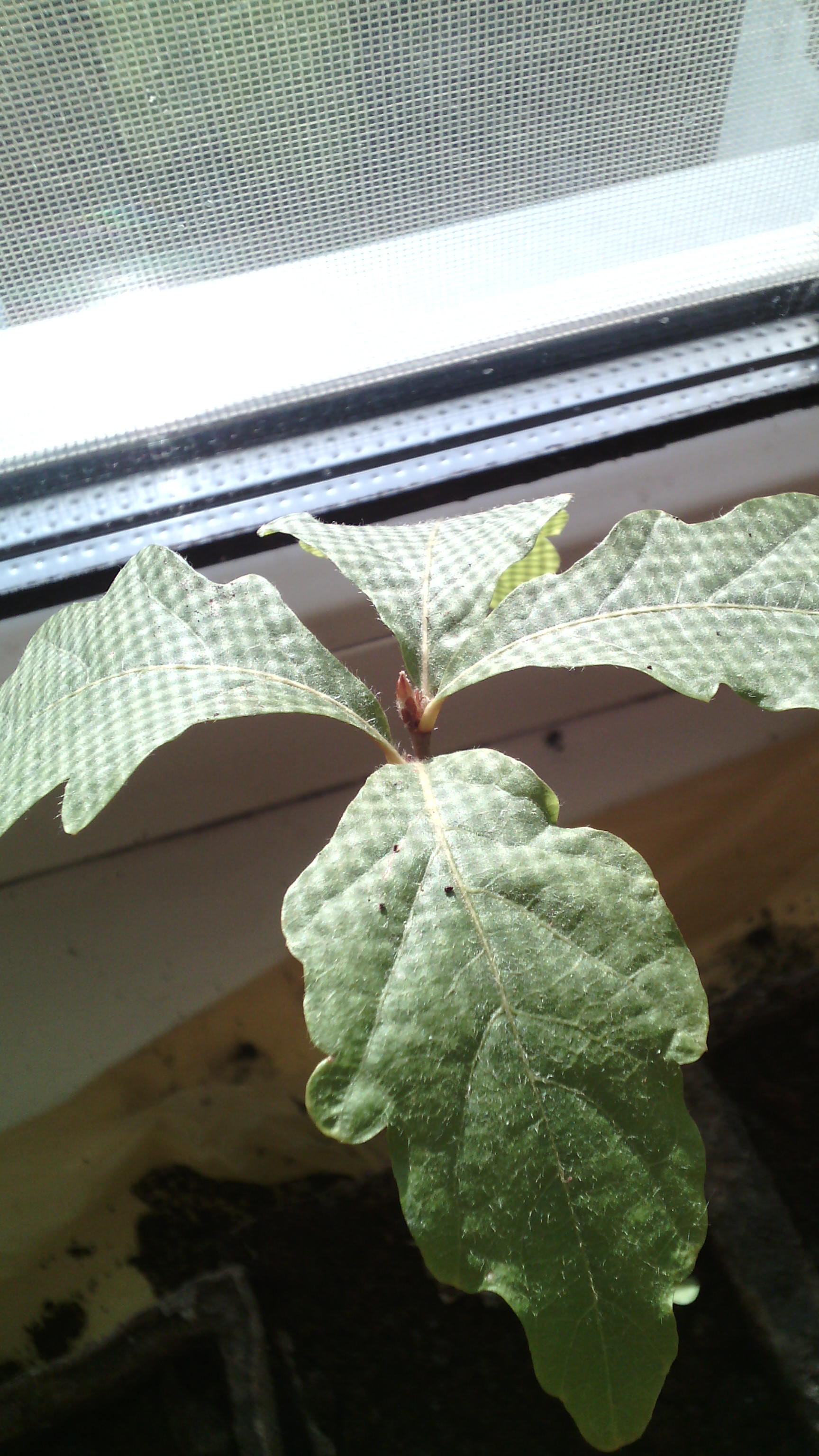
Сеянец монгольского дуба
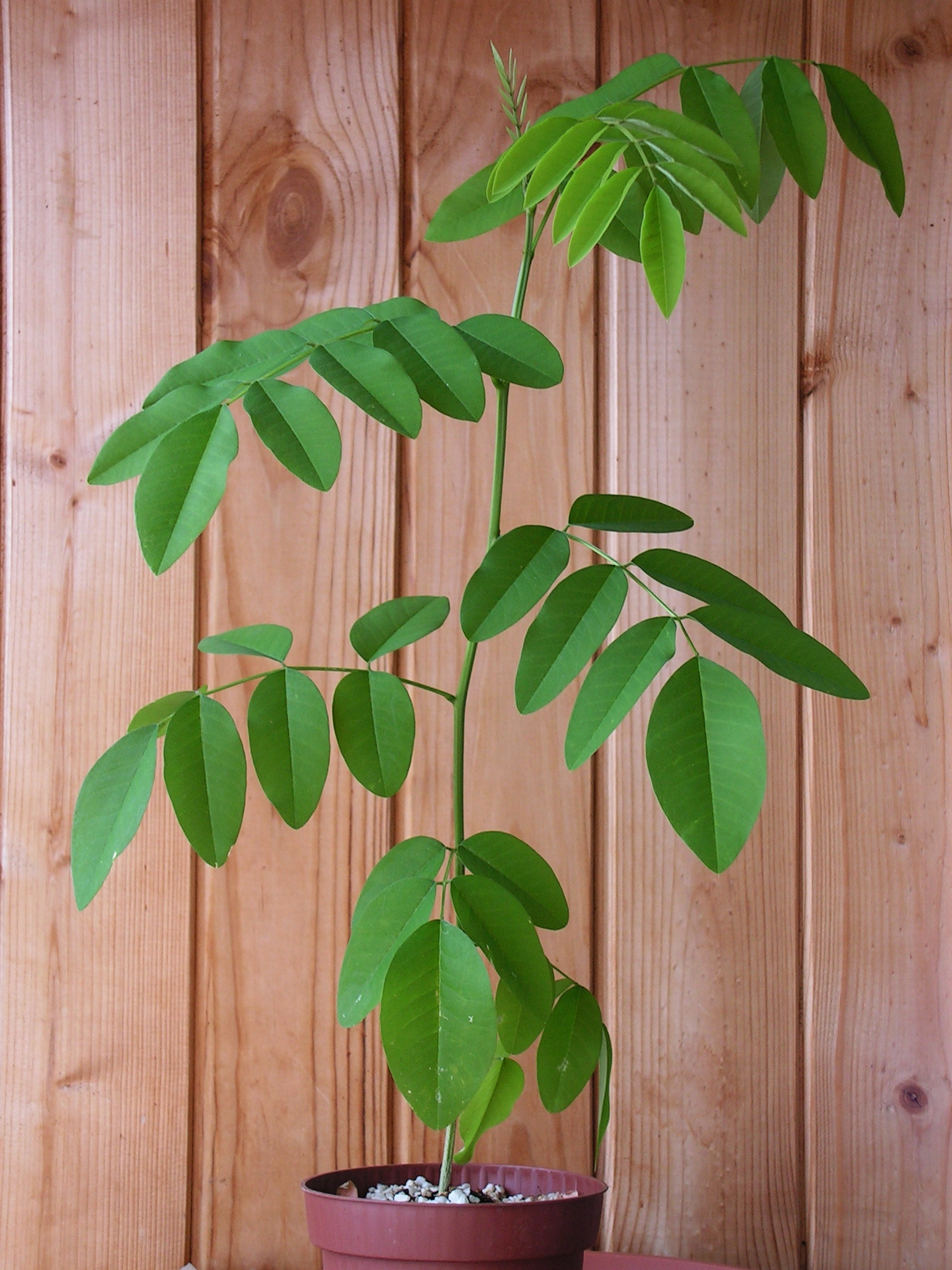
Сеянец бабочки-горошка